# Stéphane Bré
Pour les articles homonymes, voir Bré.
Stéphane Bré est un arbitre français de football né le 29 mars 1966 à Saint-Brieuc. 

## Biographie
Il a été nommé arbitre de la fédération en 1992 et a notamment arbitré la finale de la Coupe de France de football 2003-2004 et près de 300 rencontres de Ligue 1. 
Ancien arbitre international il a dirigé plusieurs rencontres lors des diverses compétitions européennes et internationales avec notamment:
- 3 rencontres des Jeux Olympiques de Sydney dont la demi-finale entre le Chili et le Cameroun
- 10 rencontres internationales
- 11 rencontres de Ligue des champions
- 7 rencontres de Coupe de l'UEFA

Considéré comme l'un des meilleurs directeurs de jeu français, il a été au centre de deux affaires mettant en cause le monde de l'arbitrage français : 
- « L'affaire des portables[1] » a mis en cause l'un de ses proches amis sans toutefois lever certaines zones d'ombre sur son implication.
- « L'affaire du faux classement UEFA[2] » lui a valu une suspension de quatre mois par l'instance européenne.

Cet officier de police anciennement membre des Renseignements généraux est capitaine au sein d'une sous-direction de l'information générale.

## Statistiques
| Saison    | Compétitions      | Nbre de matchs | Cartons jaunes | Cartons rouges |
| --------- | ----------------- | -------------- | -------------- | -------------- |
| 2006-2007 | Coupe de la Ligue | 2              | 7              | 0              |
| 2006-2007 | Ligue 1           | 20             | 86             | 4              |
| 2006-2007 | Ligue 2           | 4              | 11             | 0              |
| 2007-2008 | Coupe de la Ligue | 2              | 2              | 0              |
| 2007-2008 | Ligue 1           | 19             | 75             | 2              |
| 2007-2008 | Ligue 2           | 7              | 13             | 0              |
| 2008-2009 | Coupe de la Ligue | 1              | 2              | 0              |
| 2008-2009 | Ligue 1           | 20             | 88             | 3              |
| 2008-2009 | Ligue 2           | 6              | 33             | 3              |